# Bearpaw Lake
Bearpaw Lake – jezioro na terenie hrabstwa Teton w stanie Wyoming.

## Geografia
Zbiornik wodny położony jest na terenie pasma Teton Range w Górach Skalistych. Położony jest pomiędzy wielokrotnie większymi jeziorami – Leigh Lake i Jackson Lake. Od zachodu znajdują się szczyty Mount Moran, East Horn oraz West Horn, od północy małe jeziorko Trapper Lake. Do zbiornika wpływają małe, bezimienne strumienie, które łączą go z pobliskimi akwenami. Cały obszar jeziora znajduje się na terenie Parku Narodowego Grand Teton.